# Kamani
Kamani (en georgiano: კამანი; en abjasio: Аҧианда) es una aldea que pertenece a la parcialmente reconocida República de Abjasia, parte del distrito de Sujumi, aunque de iure pertenece al municipio de Sojumi de la República Autónoma de Abjasia de Georgia.

## Geografía
Kamani se encuentra en el valle del río Gumista, a 14 km de Sujumi. La aldea se administra desde el pueblo de Guma.   

## Historia
Según la leyenda local, no confirmada por fuentes históricas, el lugar de muerte y primer entierro de Juan Crisóstomo.
Durante la guerra de Abjasia, el 5 de julio de 1993 los separatistas abjasios y sus aliados capturaron la aldea y eliminaron a la población georgiana en lo que se conoce como masacre de Kamani. También atacaron el monasterio de Kamani, en el que mataron a un sacerdote ortodoxo.

## Demografía
La evolución demográfica de Kamani entre 1959 y 1989 fue la siguiente:
| 431                                                 | 155 |
| (Fuente: Population of Abkhazia since Soviet times) |     |

Antes de la guerra de Abjasia, la mayoría de la población local eran georgianos.

## Infraestructura

### Arquitectura, monumentos y lugares de interés
En la aldea se encuentra el monasterio de Kamani.